# ニール・H・ウィリアムズ
ニール・フッカー・ウィリアムズ（Neal Hooker Williams、1870年 – 1956年）はマイクロ波分光法分野では最初期の著名な物理学者である。
気体アンモニアのスペクトル解析を、教え子のクロード・E・クリートンとともに、マグネトロンを使ったマイクロ波分光法によってを行い、この分野の発展に寄与した。 

## 経歴
1912年、ミシガン大学で「残留磁気の安定性」という論文で博士号を取得した。

## 著書
- Walter S. Huxford and Neal H. Williams, Determination of the Charge of Positive Thermions from Measurements of the Shot Effect, Minneapolis, Minn., 1929.
- Claud E. Cleeton and Neal H. Williams,  Electromagnetic Waves of 1.1 cm Wave-Length and the Absorption Spectrum of Ammonia, Lancaster, Pa., Lancaster press, inc., 1934.
- Harrison M. Randall, Neal H. Williams, and Walter F. Colby, General College Physics, New York, London, Harper & brothers, 1929.
- Neal H. Williams, The Stability of Residual Magnetism, New York, 1913.